# Phymeurus rhodesianus
Phymeurus rhodesianus är en insektsart som beskrevs av Mason, J.B. 1966. Phymeurus rhodesianus ingår i släktet Phymeurus och familjen gräshoppor. Inga underarter finns listade i Catalogue of Life.